# Женщина с зонтиком
Женщина с зонтиком (Глухая Берта в саду г-на Фореста) — картина Анри де Тулуз-Лотрека из Государственного Эрмитажа.
Эта картина написана в 1889 году и является портретом парижской проститутки по прозвищу «Глухая Берта». Примечательным  является то, что неизвестный фотограф запечатлел работу над картиной: здесь виден и сам художник, и его модель и чётко различима картина. Прекрасно видно что, несмотря на некоторую гротескность изображения, Тулуз-Лотрек безупречно точен в изображении всех подробностей: предметы, одежда, шляпка, поза модели и выражение её лица — полностью соответствуют картине.  Главный научный сотрудник отдела западноевропейского искусства Эрмитажа доктор искусствоведения А. Г. Костеневич так описывает Берту: «Берта же одета словно для парадного портрета: дорогая двуцветная шляпа из тонкой соломки, зонтик, платье с кружевной отделкой. … Нет, Берта откровенно и терпеливо позирует для портрета, который должен стать лучшим в её жизни. Ей, несомненно, хотелось выглядеть светской дамой, в чём она почти преуспела, только художник не удержался от иронии, пускай и не злой, а скорее участливой».
Картина написана в саду известного парижского фотографа Фореста, с которым у Тулуз-Лотрека сложились дружеские отношения. Лотрек получил от Фореста разрешение работать в саду когда ему будет нужно и удобно, на фотографии также виден сарайчик, где Тулуз-Лотрек хранил свои принадлежности для рисования. Здесь им было написано несколько картин: «Рыжеволосая женщина в саду г-на Фореста» (1889, частная коллекция); «Жюстина Диель в саду Фореста» (1889, Музей Орсе); «Портрет Дезире Дио» (1890, Музей Тулуз-Лотрека в Альби), «Весёлый Дио» (1890, Музей Тулуз-Лотрека в Альби), «Золотая каска» (1890, частная коллекция) и ряд других. Сам сад не сохранился, на его месте в 1899 году был построен кинотеатр «Гомон».
Впервые картина была показана публике на выставке в Брюсселе в январе 1890 года, затем выкуплена торговцем картинами Полем Розенбергом и перепродана им известному немецкому коллекционеру Отто Кребсу. Во время Второй мировой войны была захвачена советскими войсками и отправлена в СССР в счет репараций; долгое время хранилась в запасниках Государственного Эрмитажа и была показана лишь в 1995 году на Эрмитажной выставке трофейного искусства; с 2001 года числится в постоянной экспозиции Эрмитажа и с конца 2014 года выставляется в Галерее памяти Сергея Щукина и братьев Морозовых в здании Главного Штаба (зал 402).
В 1890 году Тулуз-Лотрек нарисовал ещё один портрет Глухой Берты: «Женщина в чёрной шляпе» (в частной коллекции).
- Тулуз-Лотрек за работой над картиной. Неизвестный фотограф, 1889. Музей Тулуз-Лотрека в Альби
- «Женщина в чёрной шляпе». 1890. Частная коллекция